# Давидян, Норайр Рафаэлович
Норайр Рафаэлович Давидян (арм. Նորայր Դավիդյան, 24 января 1950, Ереван – 20 сентября 2020) — армянский государственный деятель.

## Биография
- 1966—1972 — лечебный факультет Ереванского государственного медицинского института.
- 1972—1973 — проходил обучение в интернатуре Ереванского государственного медицинского института по линии хирургии.
- 1973—1976 — работал хирургом ожогового отдела клинической больницы № 6 г. Еревана.
- 1976—1980 — стажировался по ожоговой хирургии в институте им. Вишневского (г. Москва).
- 1980—1982 — выполнял диссертационную работу в том же институте. Кандидат медицинских наук. Автор 72 научных статей, 8 методических указаний. Руководитель научной темы.
- 1982—1985 — главный специалист министерства здравоохранения Армении в области ожоговой хирургии.
- 1985—1991 — заведующий отделением детского ожогового отдела.
- 1991—1995 — заведующий ожоговым центром, в 1995—1996 — директор ожогового центра Республиканского центра радиационной медицины и ожогов.
- 1996—1997 — прошёл переподготовку по линии ожоговой хирургии в США, а затем руководил научной темой «Лечение тяжелых ожогов» национальной академии наук Республики Армения. Академик РАЕН (2003).
- 1997—2003 — был доцентом кафедры радиационной медицины и ожогов национального института здоровья Армении.
- 2003—2007 — был министром здравоохранения Республики Армения. Член «АРФД».